# Sostituto commissario
Sostituto Commissario è  la qualifica apicale del ruolo degli ispettori della Polizia di Stato e della Polizia Penitenziaria. 
Gli ispettori superiori-sostituti  ufficiali  di  pubblica sicurezza che al 1º gennaio di ogni anno abbiano maturato l’anzianità di cui all’articolo 31-quater, del decreto del Presidente della Repubblica 24 aprile 1982, n. 335 (8 anni di servizio effettivo nella qualifica) possono partecipare ad una  specifica selezione per titoli con  procedimento di scrutinio per merito comparativo, a ruolo chiuso, a conclusione della quale, possono essere promossi alla qualifica di "Sostituto Commissario" con decorrenza dallo stesso 1º gennaio.
Il Sostituto Commissario della Polizia di Stato riveste la qualifica di ufficiale di polizia giudiziaria e di Sostituto Ufficiale di pubblica sicurezza (così come i Luogotenenti dell'Arma dei Carabinieri, mentre nelle altre Amministrazioni riveste la qualifica di agente di pubblica sicurezza). Può sostituire in caso di impedimento i funzionari appartenenti al ruolo direttivo della Polizia di Stato, (da vicecommissario a vicequestore aggiunto) assumendo in tal caso la qualifica di ufficiale di pubblica sicurezza.
Il distintivo di qualifica del  Sostituto Commissario della Polizia di Stato è costituito da una formella dorata e bordata di rosso, due plinti, un pentagono ed un’aquila dorati.Le mostreggiature 
(applicate al bavero della giacca della divisa ordinaria ed al bavero del cappotto) consistono in una coppia di alamari in materiale plastico, destro e sinistro, tra loro speculari, su un supporto di panno di colore blu, raffiguranti due fiamme a sfumatura in rilievo, di color oro, con il fondo di color cremisi. Alla base delle fiamme vi sono le lettere “R.I.” sovrapposte, anch’esse in rilievo e di color oro.
Ai Sostituti Commissari della Polizia di Stato che al 1°
gennaio di ogni anno hanno maturato una anzianità nella qualifica pari o superiore a 4 anni è attribuita, attraverso uno scrutinio, la denominazione di “Coordinatore”. Il distintivo di qualifica del Sostituto Commissario Coordinatore è costituito da una formella bordata di rosso, un’aquila dorata, un pentagono e due plinti bordati di rosso.

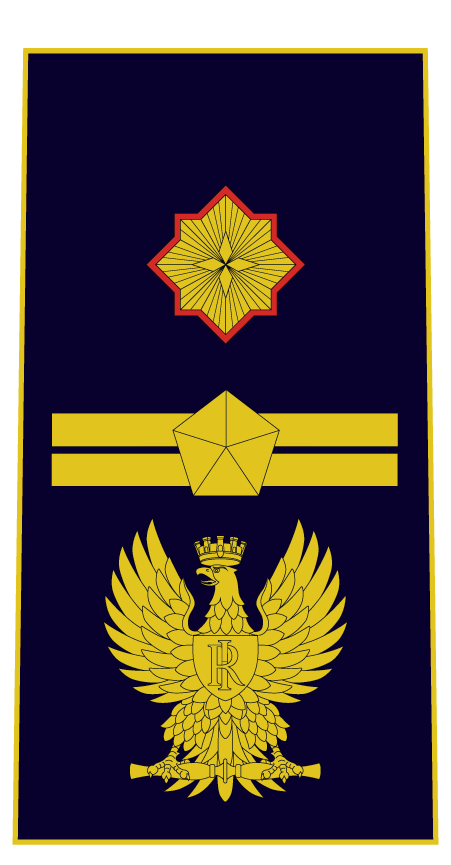
Distintivo di qualifica su controspallina di Sostituto Commissario della Polizia di Stato
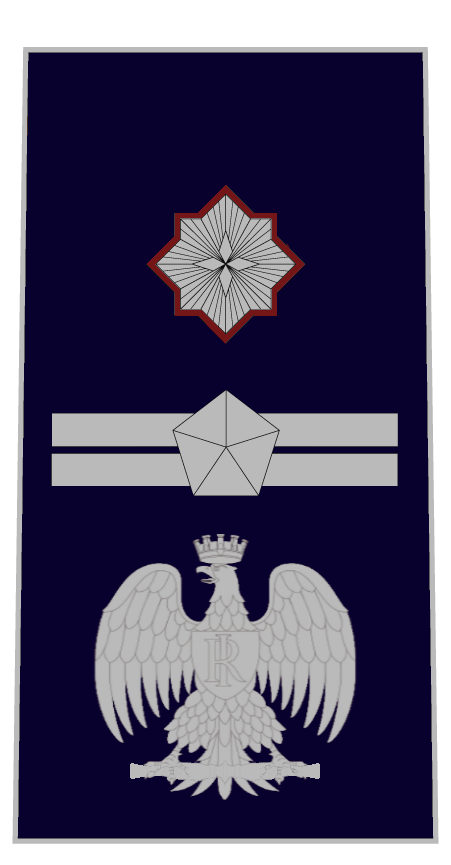
Distintivo di qualifica su controspallina di Sostituto Commissario della Polizia Penitenziaria
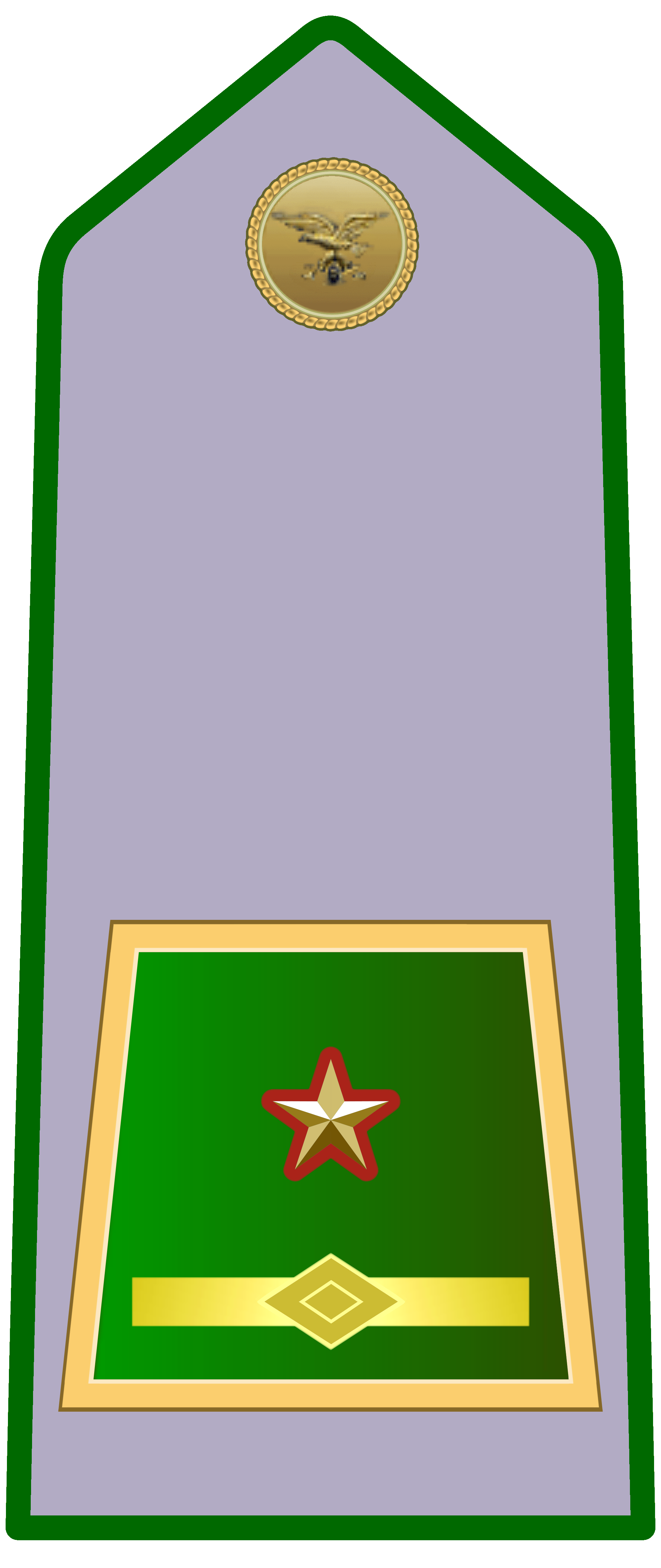
Distintivo di qualifica su controspallina di ispettore superiore scelto del Corpo Forestale dello Stato

## Comparazione con i gradi delle forze armate italiane

Distintivo di grado per controspallina di maresciallo aiutante luogotenente dell'Arma dei Carabinieri
Distintivo di grado per controspallina di primo maresciallo luogotenente dell'Esercito Italiano
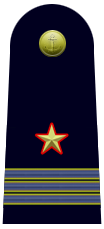
Distintivo di grado per controspallina di primo maresciallo luogotenente della Marina Militare
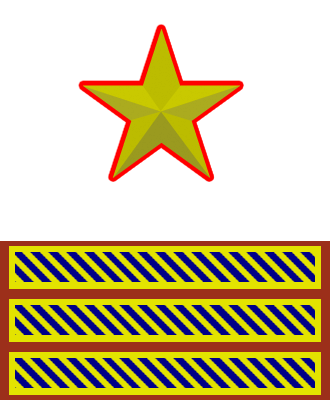
Distintivo di grado per paramano di primo maresciallo luogotenente dell'Aeronautica Militare

## Comparazione con i gradi dei corpi ad ordinamento militare

Distintivo di grado per controspallina di Luogotenente della Guardia di Finanza
Distintivo di grado per controspallina di primo maresciallo luogotenente del Corpo militare volontario della Croce Rossa Italiana
Distintivo di grado per controspallina di primo maresciallo luogotenente del Corpo militare dell'ACISMOM